# 塔爾博特 (印地安納州)
塔爾博特（英語：Talbot）是位於美國印地安納州本頓縣的一個非建制地區。該地的面積和人口皆未知。

## 地理
塔爾博特的座標為40°30′19″N 87°27′15″W / 40.50528°N 87.45417°W，而該地的平均海拔高度為234米（即768英尺）。